# Meijid
Meijid (llamada oficialmente Santa María de Meixide) es una parroquia y un lugar del municipio español de La Vega, en la provincia de Orense, Galicia.

## Toponimia
La parroquia también es conocida por el nombre de Santa María de Meijid. 

## Localización
Está situada en las vertientes occidentales de la sierra del Eje,  a 1221 metros de altitud,  lo que le confiere un clima frío y plenas vistas a la peña Trevinca. Es la población con más terreno mancomunal del ayuntamiento de La Veiga.

## Geografía
El terreno, en lo general, es montuoso aunque productivo. Durante su historia, la producción de la aldea se ha compuesto de maíz, trigo, centeno, legumbres y patatas. Con respecto a los pastos; ganado vacuno, porcino, mular, lanar y cabrío. La pesca se reduce a las truchas.

## Organización territorial
La parroquia está formada por una entidad de población:
- Meixide

## Demografía
Gráfica demográfica del lugar y parroquia de Meijid según el INE español:
| Gráfica de evolución demográfica de Meijid entre 2000 y 2023 |
|                                                              |
| Datos según el nomenclátor publicado por el INE.             |